# Paramnesie
Paramnesie bezeichnet eine Gedächtnisstörung, bei der die betroffene Person Erinnerungen an Ereignisse hat, die nicht stattgefunden haben. Die Bezeichnung Paramnesie ist 1874 von Emil Kraepelin erstmals eingeführt worden. Heutzutage sei Paramnesie ein Sammelbegriff.

## Symptom
Im älteren AMP-System sei die Paramnesie zusammen mit Ekmnesie, Hypermnesie unter „andere Gedächtnisstörungen“ aufgeführt worden. Heutzutage werden laut dem AMDP-System umgekehrt folgende Symptome im psychopathologischen Befund zu den Paramnesien gezählt:
- Déjà-vu-Erlebnisse: Vermeintliche Vertrautheit oder Wiedererkennen von Personen oder Situationen.
- Jamais-vu-Erlebnisse: Vermeintliche Fremdheit von Personen oder Situationen.
- Ekmnesie: Die Vergangenheit als Gegenwart zu erleben.
- Hypermnesie: Eine Steigerung der Erinnerungsfähigkeit.
- Flashback
- Intrusion
- False-Memory-Syndrom, was gelegentlich in der deutschen Übersetzung als „Falsche Erinnerung“ bezeichnet wird.

Wahnhafte oder wahnhaft umgedeutete Erinnerungen sollten laut AMDP-System ausdrücklich nicht als Paramnesie abgebildet werden. Auch für Konfabulationen, Gedächtnisstörungen und Merkfähigkeitsstörungen gibt es im AMDP-System eigene Kategorien.
Von der Paramnesie abzugrenzen sind demnach Konfabulationen, bei denen fehlende Gedächtnisinhalte durch Erfindung ersetzt werden. Konfabulationen können dazu dienen, Erinnerungslücken zu überdecken, um diese nicht offenbar werden zu lassen. Eine Gedächtnisstörung im engeren Sinne, beispielsweise Störung des Langzeitgedächtnisses, gehört ebenso nicht zur Paramnesie. Auch Merkfähigkeitsstörungen werden nicht als Paramnesie abgebildet. Die Unfähigkeit, sich an etwas zu erinnern, bezeichnet man als Amnesie.

## Begriff
Der englische Begriff „paramnesia“ wurde von verschiedenen Autoren unterschiedlich verwendet. Die einen brachten den Begriff ausschließlich mit dem Déjà-vu in Verbindung, andere bezeichneten damit eine größere Bandbreite von Gedächtnisstörungen. Im Bemühen, beobachtete Unterschiede genauer zu unterscheiden, prägten sich weitere Begriffe, einige davon sind:
- Partial paramnesia (Kraepelin, 1887)
- Simple paramnesia (Kraepelin, 1887)
- Association paramnesia (Kraepelin, 1887)
- Identifying paramnesia (Kraepelin, 1887)
- Hypnagogic paramnesia (Ellis 1991)
- Reduplicative paramnesia (Pick, 1903; Sono, 1994)
- Restricted paramnesia (Banister und Zangwill, 1941)

## Reduplikative Paramnesie
Arnold Pick habe den Begriff reduplikative Paramnesie das erste Mal 1903 eingeführt. Unter einer reduplikativen Paramnesie versteht man, dass eine Person aufgrund ihres gestörten Sinnes für Vertrautheit davon überzeugt ist, „dass eine Person, ein Ort oder ein Objekt doppelt existiere“, was in der Regel organische Ursachen habe. Eine Form einer reduplikativen Paramnesie, wie sie bei dementen Parkinson-Patienten vorkommen könnte, wäre „z. B. die Überzeugung, dass die Patienten aus ihrer gewohnten Umgebung in eine identisch aussehende zweite versetzt worden sind.“ Benson u. a. (1976) hätten einen Zusammenhang zwischen rechtshemisphärischen Schädigungen und der reduplikativen Paramnesie, sowie dem Capgras-Syndrom festgestellt.